# Dischidia singularis
Dischidia singularis är en oleanderväxtart som beskrevs av William Grant Craib. Dischidia singularis ingår i släktet Dischidia och familjen oleanderväxter. Inga underarter finns listade i Catalogue of Life.